# Penseeltje
Het penseeltje (Polyxenus lagurus) is een miljoenpotensoort uit de familie Polyxenidae.

## Leefwijze
Ze hebben een nachtelijke levenswijze. Het voedsel bestaat uit korstmos en algen. Bijzondere aanpassingen aan deze habitat zijn het cryptonephrisch systeem en de mogelijkheid om waterdamp direct aan de lucht te onttrekken. Dieren die tot 20% gewicht verloren hebben door uitdroging kunnen binnen vijf uur herstellen mits de relatieve luchtvochtigheid hoger is dan 85%

## Verdediging
Met de twee borstels aan het achtereinde kunnen ze zich verdedigen tegen mieren. Ze vegen de van weerhaken voorziene borstelharen af aan de aanvaller, waar ze blijven plakken. Voor de mieren is dat zo hinderlijk dat ze van de aanval afzien. In hun pogingen de haren van zich af te poetsen raken ze er soms alleen maar verder in verstrikt. Zwaar getroffen mieren komen er niet meer van vrij en sterven.

## Verspreiding en leefgebied
De soort komt voor in heel Europa, in de Sahara en in de Verenigde Staten. De dieren leven in droogtemilieus tussen korstmossen op steen en schors.

## Voortplanting
Er bestaan parthenogenetische en geslachtelijk-voortplantende vormen. Bij de parthenogenetische voortplanting komen zeer zelden mannetjes voor. De gelegde eieren ontwikkelen zich zonder bevruchting door zaad van een mannetje.